# Košuća
Košuca (szerbül: Кошућа), falu Bosznia-Hercegovinában, Bosanska krajina területén, Kozarska Dubica községben, a Szerb Köztársaságban. 

## Fekvése
Bosznia-Hercegovina északi részén, Banja Lukától légvonalban 49, közúton 82 km-re északnyugatra, községközpontjától légvonalban 9, közúton 13 km-re délre, a Mlječnica és a Košuća folyók mentén, és a folyók környezetében elterülő dombvidéken, 175 - 500 méteres tengerszint feletti magasságban fekszik. 

## Népessége
| Nemzetiségi csoport | Népesség 1991 | Népesség 2013 |
| ------------------- | ------------- | ------------- |
| Szerb               | 245           | 146           |
| Bosnyák             | 0             | 0             |
| Horvát              | 0             | 3             |
| Jugoszláv           | 11            | 0             |
| Egyéb               | 15            | 1             |
| Összesen            | 271           | 150           |

## Története
A történeti források szerint a település már a középkorban is létezett. Andrija Zirdum kutatásai szerint a középkorban már állt a Szent Kereszt tiszteletére szentelt katolikus temploma. A középkori település végét valószínűleg Dubica várának 1538-ban történt eleste jelentette.
A település 1878-ig tartozott az Oszmán Birodalomhoz, ekkor a berlini kongresszus határozata alapján az Osztrák-Magyar Monarchia része lett. 1910-ben a Bosanska Dubica-i járásban fekvő Megjuvogje községben fekvő településen 26 háztartást és 209 ortodox szerb lakost találtak. A monarchia szétesésével 1918-ben előbb a Szerb-Horvát-Szlovén Királyság, majd 1929-től a Jugoszláv Királyság része. Jugoszlávia megszállása után a falu a Független Horvát Állam (NDH) része lett. A második világháború alatt 1942 szeptemberében súlyos harcok folytak itt a partizánok, valamint a német és usztasa horvát egységek között.
1945-től a település a szocialista Jugoszlávia része volt. A Bosznia-Hercegovinában zajló polgárháború idején a település a Boszniai Szerb Köztársaság része volt. Jugoszlávia felbomlása és a bosznia-hercegovinai háború során a falu nem szenvedett jelentősebb veszteségeket. 1995. szeptember 18-án és 19-én az Una horvát hadművelet keretében Kozarska Dubica község területét megtámadta a Horvát Köztársaság hadserege (HV). Ezt a támadást a Boszniai Szerb Köztársaság hadserege (VRS) és a helyi lakosság visszaverte. A harcok nem értek el idáig. A daytoni békeszerződést követő területfelosztásnál a település, Kozarska Dubica község részeként a Szerb Köztársaság területéhez került.